# میوا، گونما
میوا، گونما (به لاتین: Meiwa, Gunma) یک منطقهٔ مسکونی در ژاپن است که در استان گونما واقع شده‌است. میوا ۱۹٫۶۴ کیلومترمربع مساحت و ۱۱٬۰۲۴ نفر جمعیت دارد.